# Герші (Пенсільванія)
Герші (англ. Hershey) — переписна місцевість (CDP) в США, в окрузі Дофін штату Пенсільванія. Населення — 13 858 осіб (2020). Спільнота знаходиться за 14 миль на схід від Гаррісбергу і є частиною Гаррісберг-Карлайл столичного статистичного району(Harrisburg-Carlisle Metropolitan Statistical Area). Герші не має правового статусу, як окремого муніципалітету і всі комунальні послуги надаються в Деррі.
Герші спочатку називалося «Деррі Церкви» (Derry Church), у штаті Пенсільванія, будучи центром школьним, церковним і службовим для решти муніципалітету, який носив наймення «Деррі Тауншіп» (Derry Township). Але було перейменовано Герші в 1906 році у зв'язку з зростання популярності Шоколаду Герші (уже як візитівки містечка). У народі містечко називається «Шоколадним містом» (Chocolatetown).

## Географія
Герші розташоване за координатами 40°16′44″ пн. ш. 76°38′37″ зх. д. / 40.27889° пн. ш. 76.64361° зх. д. (40.278911, -76.643731).  За даними Бюро перепису населення США в 2010 році переписна місцевість мала площу 37,34 км², з яких 37,19 км² — суходіл та 0,15 км² — водойми.

### Клімат
| Клімат : Герші        | Клімат : Герші | Клімат : Герші | Клімат : Герші | Клімат : Герші | Клімат : Герші | Клімат : Герші | Клімат : Герші | Клімат : Герші | Клімат : Герші | Клімат : Герші | Клімат : Герші | Клімат : Герші | Клімат : Герші |
| Показник              | Січ.           | Лют.           | Бер.           | Квіт.          | Трав.          | Черв.          | Лип.           | Серп.          | Вер.           | Жовт.          | Лист.          | Груд.          | Рік            |
| Середній максимум, °C | 2,2            | 4,4            | 6,7            | 16,7           | 21,7           | 26,7           | 28,9           | 27,8           | 23,9           | 17,8           | 11,1           | 4,4            | 16,1           |
| Середній мінімум, °C  | −6,7           | −5             | −1,7           | 3,9            | 8,9            | 14,4           | 16,7           | 16,1           | 11,7           | 5,6            | 0,6            | −3,9           | 5,1            |
| Норма опадів, мм      | 75             | 70             | 85             | 93             | 104            | 105            | 116            | 92             | 100            | 89             | 89             | 85             | 1103           |
| --------------------- | -------------- | -------------- | -------------- | -------------- | -------------- | -------------- | -------------- | -------------- | -------------- | -------------- | -------------- | -------------- | -------------- |
| Джерело:              |                |                |                |                |                |                |                |                |                |                |                |                |                |

## Демографія
Згідно з переписом 2010 року, у переписній місцевості мешкало 14 257 осіб у 5528 домогосподарствах у складі 3060 родин. Густота населення становила 382 особи/км².  Було 5946 помешкань (159/км²).
Расовий склад населення:
| - 83,5 % — білих - 6,6 % — азіатів - 6,2 % — чорних або афроамериканців - 0,2 % — корінних американців - 0,1 % — вихідців з тихоокеанських островів - 1,4 % — осіб інших рас |

До двох чи більше рас належало 1,9 %. Частка іспаномовних становила 3,4 % від усіх жителів.
За віковим діапазоном населення розподілялося таким чином: 29,1 % — особи молодші 18 років, 54,2 % — особи у віці 18—64 років, 16,7 % — особи у віці 65 років та старші. Медіана віку мешканця становила 35,3 року. На 100 осіб жіночої статі у переписній місцевості припадало 89,8 чоловіків;  на 100 жінок у віці від 18 років та старших — 86,8 чоловіків також старших 18 років.
Середній дохід на одне домашнє господарство  становив 86 359 доларів США (медіана — 54 360), а середній дохід на одну сім'ю — 121 971 долар (медіана — 89 063). Медіана доходів становила 60 476 доларів для чоловіків та 34 442 долари для жінок. За межею бідності перебувало 20,0 % осіб, у тому числі 12,0 % дітей у віці до 18 років та 5,2 % осіб у віці 65 років та старших.
Цивільне працевлаштоване населення становило 7168 осіб. Основні галузі зайнятості: освіта, охорона здоров'я та соціальна допомога — 41,2 %, мистецтво, розваги та відпочинок — 13,5 %, роздрібна торгівля — 10,9 %.